# 前内孝文
前内 孝文（まえうち たかふみ、1985年12月25日 - ）は、日本の俳優、声優、タレントである。INSPIONエージェンシー所属。兵庫県出身。

## 人物
趣味は漫画を読む事、アニメ、映画鑑賞、ゲーム、フットサル、サッカー、剣道（剣道一級）、スクーバダイビング。
特技はギター、ヌンチャク、ボウリング、バドミントン。教員免許（中学・高校の英語）を取得している。またスキューバダイビング(アドヴァンスド・オープン・ウォーター)の資格も所得している。方言は関西弁。

## 略歴
大学時代にヘアカットモデルを体験したことをきっかけに芸能界に興味を持ち、地元・高槻市で行われていた映画『クローズZERO』の撮影にエキストラとして参加。撮影スタッフらの誘いを受け、俳優を志し上京する。
2010年8月に俳優集団NAKED BOYZの結成メンバーとなる。第2弾公演『BADMAN』やインターネット番組出演等で活動し、2012年12月末日付で卒業。卒業に伴うNAKED BOYZオフィシャルブログの閉鎖を機にブログの終了を宣言した。
2011年から舞台『ミュージカル 忍たま乱太郎』に食満留三郎役で出演。2013年の同作品の実写映画『忍たま乱太郎 夏休み宿題大作戦!の段』では別の配役（小松田秀作役）で出演している。
過去にはヒラタオフィスに所属していたが、フリー期間を経て、2017年5月よりオブジェクトに所属していた。同事務所が2022年3月末をもってプロダクション業務を終了することに伴い、同年4月よりINSPIONエージェンシーに移籍。

## 出演
太字はメインキャラクター

### 舞台
- ザ告別式（2008年9月、てあとるらぽう）
- ミュージカル 忍たま乱太郎 - 食満留三郎 役
  - 第二弾「予算会議でモメてます!」（2011年1月13日 - 23日・再演：7月1日 - 10日、シアターGロッソ）
  - 第三弾「山賊砦に潜入せよ」（2012年1月12日 - 22日、シアターGロッソ / 再演：7月4日 - 15日、サンシャイン劇場）
  - 第四弾「最恐計画を暴き出せ!!」（2013年1月9日 - 20日、サンシャイン劇場 / 再演：6月20日 - 7月7日、シアターGロッソ）
- ミュージカル 忍たま乱太郎 - 流石王子 役
- BADMAN（2011年7月、新宿FACE）
- 巌流島でまってるね（2011年9月、ザ・ポケット） - 主演・宮本武蔵 役
- ふしぎ遊戯〜青龍編〜（2012年4月25日 - 5月2日、博品館劇場） - 斗宿 役
- 鬼切姫〜第一章・志を継ぐもの〜（2012年6月、伝承ホール） - 三田村学 役
- タイツの花道〜王道編〜（2012年8月 - 9月、あうるすぽっと）
- 舞台版『殿といっしょ』（2012年11月21日 - 29日、前進座劇場） - 明智光秀 役
- ザ・オダサク（2013年5月 - 6月、大阪松竹座 / 新橋演舞場） - 瀬崎三郎 役[6]
- ZIPANGパイレーツ（2013年8月、あうるすぽっと）
- オサエロ（2013年9月、エアースタジオ）
- ミュージカル『薄桜鬼』 土方歳三篇（2013年10月2日 - 11日、日本青年館 大ホール） - 大鳥圭介 役
- 夏の終わりに（2013年12月、CBGKシブゲキ!!）
- 海峡の光（2014年4月、よみうり大手町ホール） - 神崎 / 佐々木 役
- 舞台「青の祓魔師」〜青の焔 覚醒編/京都 不浄王編〜（2014年6月、サンシャイン劇場） - 志摩廉造 役
- ぶっ壊したい世界（2014年7月、紀伊國屋ホール） - 佐川真 役
- 蒼海のティーダ（2014年8月、新宿村LIVE） - 主演・ティーダ 役
- 宵闇に咲く雨（2014年10月、シアター風姿花伝）
- 劇団エムキチビート『朱と煤』（2014年11月、吉祥寺シアター） - 玖本院有朋 役
- MOON&DAY〜うちのタマ知りませんか?〜（2015年5月、全労済ホール スペース・ゼロ）
- ミュージカル八犬伝―東方八犬異聞―（2015年8月14日 - 23日、シアターサンモール） - 犬飼現八 役
- 舞台「モリのアサガオ」（2015年10月20日 - 25日、キンケロシアター） - 及川直樹 役
- ミュージカル八犬伝―東方八犬異聞― 二章（2016年11月23日 - 27日、全労済ホール スペース・ゼロ） - 犬飼現八 役
- 舞台「KING OF PRISM-Over the Sunshine!-」(2017年11月、梅田芸術劇場 シアター・ドラマシティ ほか) - 法月仁 役
- 舞台『イケメン革命◆アリスと恋の魔法 THE STAGE Episode 黒のエース フェンリル=ゴッドスピード』（2018年1月、博品館劇場） - ヨナ＝クレメンス 役
- 舞台「KING OF PRISM -Shiny Rose Stars-」（2020年2月20日 - 26日　TOKYO DOME CITY HALL） - 法月仁 役
- 舞台 ｢純情ロマンチカ｣（2021年4月29日 - 5月2日 草月ホール） - 井坂龍一郎役 ※新型コロナウィルス感染症の流行の影響で中止
- 舞台「怪盗探偵山猫 the Stage〜船上の狂想曲〜」（2022年1月20日 - 30日、大手町三井ホール） - 貝塚 役

### テレビドラマ
- トミカヒーロー レスキューフォース（2008年、テレビ東京）
- 連続テレビ小説 ちりとてちん（2008年、NHK）
- 温泉へGo! 第11週（2008年11月、TBS） - 浅井健一郎 役
- セカイ系バラエティ 僕声 シーズン2（2019年1月） - 柏木 役

### 映画
- クローズZERO（2007年）
- 隠し砦の三悪人THE LAST PRINCESS（2007年）
- シルエット〜Silhouette〜（2008年[11]） - 孝文 役
- 白い象と黒い蛇（2009年） - ヒロシ 役
- 感染列島（2009年）
- 禅 ZEN（2009年）
- 斜陽（2009年）
- 守護天使（2009年）
- LONG CARAVAN（2009年）
- ソラニン（2010年）
- 忍たま乱太郎 夏休み宿題大作戦!の段（2013年） - 小松田秀作 役

### テレビアニメ
2015年
- 忍たま乱太郎（2015年 - 2025年、商人、タソガレドキ忍者、八百屋、ホウキタケ忍者、樫尾平哉、山賊、スッポンタケ忍者 他）

2017年
- ラブ米 -WE LOVE RICE- 二期作（日直、ウェイター、店員）

2018年
- 甘い懲罰〜私は看守専用ペット 通常版（五十嵐健、刑務官）

2019年
- パパだって、したい（高野）
- 岐阜のたてかよこ（牛乳おんな、しば彦）

2020年
- 歌舞伎町シャーロック（客）
- 八男って、それはないでしょう!（副船長）

2022年
- サマータイムレンダ（祭り客）

2023年
- UniteUp!（2023年 - 2025年、戸田、クラスメイト、原照夫、青年、若手社員 他） - 2シリーズ
- シャングリラ・フロンティア（生徒たち、レッドキャップゴブリン、男性プレイヤーB、楽郎の友だちB）
- ウマ娘 プリティーダービー Season 3（パン屋 / パン屋のお兄さん、観客B、サトノ家関係者②、雑貨屋）

2024年
- 治癒魔法の間違った使い方（男子生徒B、盗賊A、男性A、魔族兵A、王国兵F 他）
- マッシュル-MASHLE- 神覚者候補選抜試験編（生徒）

2025年
- この会社に好きな人がいます（倉松、観客）
- ニートくノ一となぜか同棲はじめました（ゲームセンター店長）
- スライム倒して300年、知らないうちにレベルMAXになってました ～そのに～（魔族C、四天王D、魔族衛兵C）

### 劇場アニメ
- 劇場版 忍たま乱太郎 ドクタケ忍者隊最強の軍師（2024年、ドクタケ忍者）

### Webアニメ
- おねがいっパトロンさま!（2020年、胡桃峯）
- ライジングインパクト（2024年、記者B）

### ゲーム
2015年
- メイプルストーリー“ブラックヘヴン”（フランシス）
- リベリオンブレイドイレオ（イレオ）
- ヴァリアントナイツ（グラン＝ヴォルギーニ）
- ガーディアンクラッシュ（ゼータ）

2016年
- Caligula -カリギュラ-（ブルーマン、亮介）

2017年
- ナイツクロニクル（クロノ、ブリトン）
- 天極牌
- V!勇者のくせになまいきだR（勇者〈剣士〉）
- クルセイダークエスト（サイカ）

2018年
- ポポロクロイス物語 〜ナルシアの涙と妖精の笛（デイモス）
- Caligula Overdose -カリギュラ オーバードーズ-（ブルーマン）
- テリア・サーガ（スケアリー、ネイト）
- 暁のブレイカーズ（古谷豪）

2019年
- メギド72（2019年 - 2023年、ベルフェゴール）

2020年
- AFTER L!FE（テオ）
- ポケモンメザスタ（ナビゲーター〈男性〉）

2021年
- クレヨンしんちゃん 「オラと博士の夏休み」〜おわらない七日間の旅〜（青山一郎、ジロー、三郎）

2024年
- クレヨンしんちゃん 「炭の町のシロ」（トウロク、ジュウロク）

2025年
- ペルソナ5: The Phantom X（箱崎、他）

### ドラマCD
- 活恋高校☆探偵部（2016年、浅見健）
- 転生王女は今日も旗を叩き折る 0（2020年、ニクラス）

### デジタルコミック
- Comic Festa「更科昴くんの命令は絶対!!」（2017年、椿マネージャー、カメラマン）
- YouTubeチャンネル「真夜中の女子会」（2020年）

### 吹き替え
- ロング・ウェイ・ノース 地球のてっぺん（2019年、トムスキー〈ファビアン・ブリシェ（フランス語版）〉）
- カラミティ（2021年）[40]

### ショートフィルム
- 漢への道（2007年） - オカマ孝文 役
- イチゴジャム（2008年） - 遠藤博史 役
- ずっと一緒に（2010年、東京工芸大学作品）

### PV
- AZU「To You...」（2010年、アリオラジャパン）

### CM
- 宝酒造「黒甕」
- ANA「ダイナミックパッケージ」（2016年）
- ダイハツ タント「パパのオフ会篇」（2016年）

### スチール
- スプートニクス（2008年 - ） - レギュラーモデル

### ラジオ・ネット配信
- キャストサイズチャンネル「(鯛)〇〇ファクトリー[41]」ニコニコ生放送
- AbemaTV ウルトラゲームス「実況王 #4 前内孝文×北村諒」（2018年3月3日）

### イベント
- 朗読イベント「活恋高校☆探偵部」（2016年） - 浅見健 役
- 「沢城千春・前内孝文の！ギターを弾いて歌って写真を出してトークするプチイベ」（2017年5月27日）
- 「沢城千春・前内孝文のプチイベ！vol.2」 　（2017年9月3日）
- 「FREETIME」（2017年9月7日）
- 「沢城千春＆前内孝文＆fin 12月誕生日メイト合同クリスマスパーティー」（2017年12月17日）
- 「(鯛)●●ファクトリー公開企画会議」（2018年2月12日、スペースFS汐留）
- 「忘れない」宝塚OG毎日希望奨学金チャリティ・コンサート（2018年3月8日、Bunkamuraオーチャードホール） - 朗読のナレーション担当

### シリーズ一覧
1. ↑  第1期（2023年）、第2期『-Uni:Birth-』（2025年）